# Leopoldo de Anhalt
Leopoldo, Príncipe Hereditário de Anhalt (18 de julho de 1855 – 2 de fevereiro de 1886) foi o filho mais velho e herdeiro aparente do duque Frederico I de Anhalt e de sua esposa Antônia de Saxe-Altemburgo. Após a morte de seu avô Leopoldo IV em 1871, Leopoldo se tornou herdeiro do trono do Ducado de Anhalt. Casou-se com a princesa Isabel de Hesse-Cassel e teve uma filha, a princesa Antonieta de Anhalt. Leopoldo faleceu em 1886, sem deixar filhos do sexo masculino e portanto seu irmão Frederico, o sucedeu como herdeiro do trono de Anhalt .